# Mina przeciwpancerna

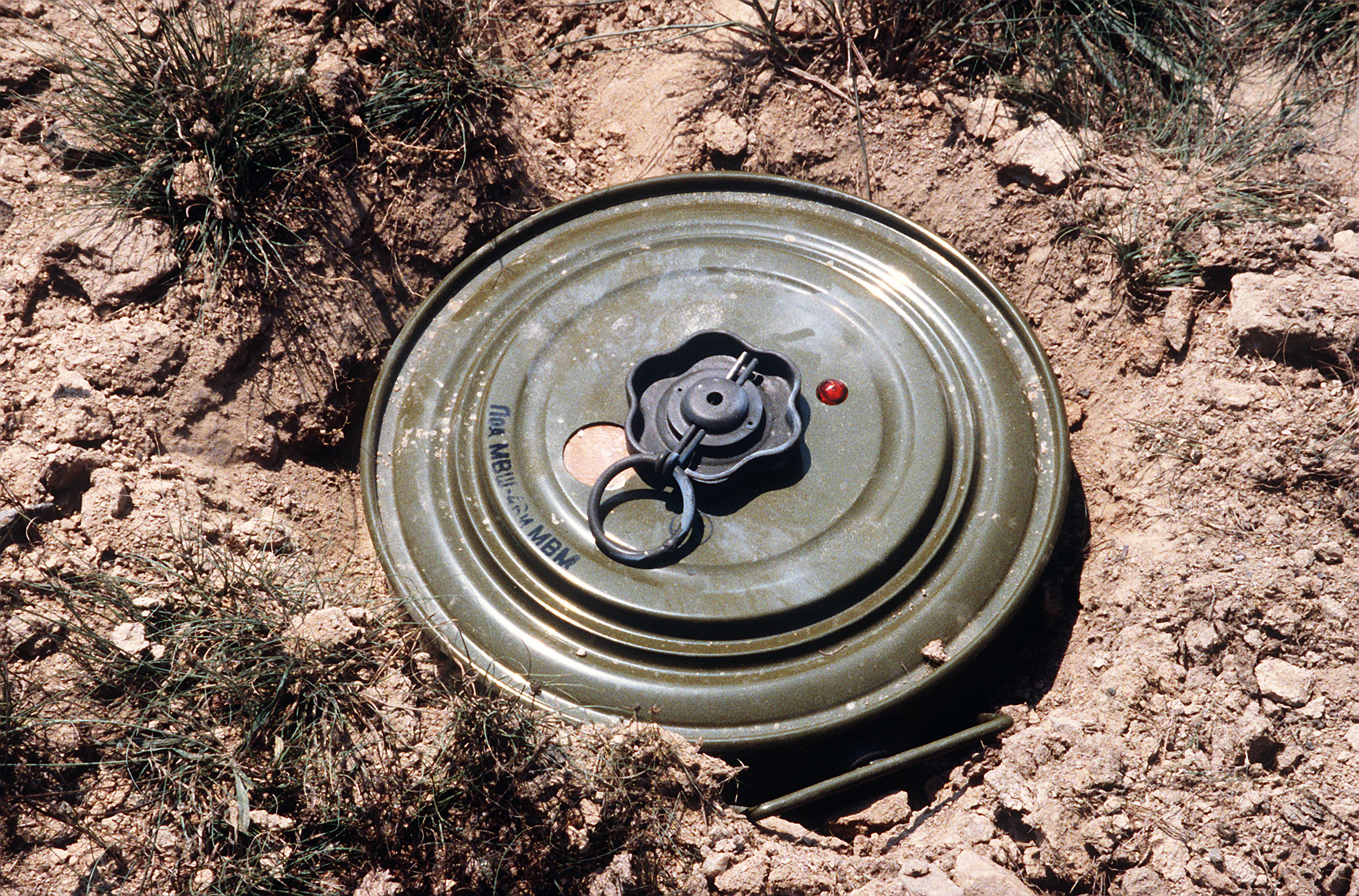
Rosyjska mina TM-46

Mina przeciwpancerna – mina lądowa przeznaczona do niszczenia czołgów, dział pancernych, transporterów opancerzonych i innych wozów bojowych.

## Charakterystyka
Miny przeciwpancerne są przeznaczone do minowania terenu w celu niszczenia układów jezdnych i podwozi czołgów, opancerzonych wozów bojowych oraz innych pojazdów mechanicznych. Dzielą się na przeciwgąsienicowe (przeciwkołowe) i przeciwdenne. Miny przeciwgąsienicowe wybuchają pod wpływem bezpośredniego nacisku gąsienicy (koła pojazdu), powodując uszkodzenie układu jezdnego wozu bojowego lub pojazdu mechanicznego. Miny przeciwdenne wybuchają w czasie najechania na nie dnem lub gąsienicą (kołem) wozu bojowego. 
Mina przeciwpancerna składa się w zasadzie z trzech zasadniczych części: kadłuba, ładunku materiału wybuchowego i zapalnika. Produkowane są też miny bezkadłubowe oraz miny z dodatkowymi elementami.
Przykładowe miny przeciwpancerne:
- radzieckie: TM-35, TMD-B, JaM-5, TM-41, TMB-2, PMZ-40,
- niemieckie: Tellermine 35, Tellermine  42, Tellermine 43, Topfmine, Holzmine 42.

## Podział min przeciwpancernych
- miny przeciwgąsienicowe – rodzaj min przeciwpancernych wyposażony w zapalnik naciskowy. Miny tego typu eksplodują po najechaniu na nie kołem lub gąsienicą pojazdu i uszkadzają mechanizm bieżny i zawieszenie pojazdu. Skutki wybuchu tego rodzaju min są najczęściej łatwe do usunięcia.
- miny przeciwdenne – miny przeciwpancerne wyposażone w zapalniki prętowe lub niekontaktowe. Miny tego typu wybuchają pod dnem kadłuba pancernego i powodują jego zniekształcenie skutkujące uszkodzeniem lub zniszczeniem podzespołów czołgu przymocowanych do dna pojazdu (silnik, przekładnie, wałki skrętne). Skutki wybuchu tego rodzaju min były dawniej bardzo groźne dla pojazdów pancernych, ale w nowych wzorach wozów bojowych większość ważniejszych podzespołów jest mocowana nie do dna pojazdu, ale podwieszana pod stropem kadłuba, co zmniejsza skutki wybuchów min przeciwdennych.
- miny przeciwburtowe – miny tego typu są wyposażone głównie w zapalniki niekontaktowe lub niekiedy kontaktowe wykorzystujące np. światłowody. Po zadziałaniu zapalnika w kierunku pojazdu wystrzeliwany jest pocisk przeciwpancerny z klasyczną głowicą kumulacyjną lub następuje detonacja głowicy EFP, w wyniku czego powstaje pocisk formowany wybuchowo, rażący zazwyczaj boczne powierzchnie kadłuba pojazdu opancerzonego.